# Mordecai Richler
Mordecai Richler (Montreal, 27 januari 1931 – aldaar, 3 juli 2001) was een Canadees auteur, scriptschrijver en essayist.
Hij behoorde tot Canada's meest bekende en meest verspreide schrijvers. Hij was ook een controversieel publiek figuur. Zijn keiharde opinies over Canadese belangen waren vaak de satirische noot in zijn schrijven.
Als 19-jarige verhuisde hij naar Parijs om in de voetsporen te treden van een eerdere generatie schrijvers. Hij woonde daar enkele jaren, waarna hij naar Londen verhuisde. Ruim twintig jaar later, in 1972, keerde hij terug naar Montreal.
In 1959 publiceerde hij The Apprenticeship of Duddy Kravitz (Nederlandse titel: De Leerjaren van Duddy Kravitz, 1986), zijn vierde boek. Het boek bevat een thema wat hij veelvuldig gebruikte in zijn schrijven: het leven in zijn joodse buurt tijdens de jaren 1940 en 1950. Twee jaar na zijn terugkeer naar Canada werd het boek onder dezelfde titel verfilmd, met Richard Dreyfuss in de titelrol. Richler zelf schreef mee aan het script.
Gedurende zijn schrijverscarrière schreef hij ook vele journalistieke commentaren. Hij kon niet overweg met grootspraak, pretentie of provincialisme. De beperkende taalwetten van Quebec waren zeker niet aan hem besteed. De Canlit-beweging uit de jaren 1970 en 1980 waren ook een dankbaar onderwerp.
Ook in latere jaren bleef hij het onzegbare zeggen, vaak mompelend, met gebogen hoofd, verward haar en een glas in zijn hand. Bewonderaars prezen hem om de waarheid te zeggen. Zijn schrijven had net zoveel tegenstanders als voorstanders.
In 1990 ontving hij de Commwealth Writers Prize. Elf jaar later, enkele maanden voor zijn dood, kreeg hij de grootste onderscheiding van Canada: de Order of Canada maakte hem tot lid. Het was zeer ironisch dat een criticus van het Canadese establishment de grootste onderscheiding in ontvangst mocht nemen.
In 1997 schreef hij Barney's Version, een boek dat in 2010 onder diezelfde titel verfilmd werd.
- Biblioteca Nacional de España: XX838994
- Bibliothèque nationale de France: cb11987558w (data)
- Catàleg d'autoritats de noms i títols de Catalunya: 981058524520306706
- CiNii: DA02675427
- Gemeinsame Normdatei: 118861468
- International Standard Name Identifier: 0000 0001 2283 2893
- Library of Congress Control Number: n79139190
- Nationale Bibliotheek van Letland: 000258381
- MusicBrainz: 14155b17-d01d-491b-83ff-17240a39c0fe
- Bibliotheek van het Japanse parlement: 00454155
- Nationale Bibliotheek van Tsjechië: ola2003169791
- Nationale Bibliotheek van Israël: 987007266900005171
- Nederlandse Thesaurus van Auteursnamen: 068536569
- Istituto Centrale per il Catalogo Unico: RAVV069982
- LIBRIS: 226453
- SNAC: w6zd027m
- Système universitaire de documentation: 027940683
- Trove: 957754
- Virtual International Authority File: 97277621
- WorldCat: E39PBJfCqWC3dfjvfjTjVddqQq